# Miðflokkurin
Miðflokkurin (Centerpartiet) är ett kristligt politiskt mittenparti i Färöarna. Miðflokkurin bildades den 30 maj 1992 genom utbrytning ur det kristdemokratiska partiet Kristiliga Fólkaflokkin, Føroya Framburðs- og Fiskivinnuflokk.
Partiledaren Jenis av Rana drog på sig en kritikstorm då han vägrade delta vid en officiell middag med Islands statsminister  Jóhanna Sigurdardóttir och hennes hustru, i samband med ett besök på Färöarna 2010.

I valet 2011 tappade man nära en fjärdedel av sitt väljarstöd och ett av sina tre mandat i lagtinget.

## Partiledare
- 1992–1994: Álvur Kirke
- 1994–1997: Jenis av Rana
- 1997–1999: Bill Justinussen
- 1999–2008: Álvur Kirke
- Från 2008: Jenis av Rana

## Lagtingsmän
- Bill Justinussen
- Jenis av Rana

## Minister
Karsten Hansen (socialminister)

## Partiprogram
Miðflokkurin arbetar för att 
- samhället ska bygga på kristna grundvärderingar
- sjuka, äldre och handikappade garanteras ett tryggt och värdigt liv
- bruket av alkohol och andra droger ska minskas
- öarnas gudagivna fiskeritillgångar ska komma alla färingar tillgodo
- Färöarna fortsatt ska stå utanför EU och stärka samarbetet med andra länder utanför EU